# Palais d'Été (Saint-Pétersbourg)
Ne doit pas être confondu avec Palais d'Été ou Palais d'été de Boukhara.
Le Palais d'Été (en russe : Летний дворец, Letni dvorets), est un bâtiment historique situé le long de la Fontanka, à Saint-Pétersbourg. Il a été édifié pour Pierre le Grand entre 1710 et 1714. C'est un bâtiment modeste, d'un seul étage, construit sur les plans de Domenico Trezzini, l'architecte de Pierre le Grand.

## Description
Plus vaste que la maisonnette de Pierre, construite en bois en 1703, et où le tsar Pierre Ier habitait pendant la construction de sa nouvelle capitale, le Palais d'Été était le lieu de repos du tsar, qui ne s'est pas soucié d'en faire un luxueux palais. Hormis un bas-relief d'Andreas Schlüter ajouté en 1713 et dédié à la gloire des victoires navales russes, le bâtiment compte peu de décorations. Au rez-de-chaussée, la salle de réception assez petite expose les portraits du tsar et de ses ministres. Dans la chambre à coucher se trouve un lit à baldaquin et un plafond peint. Tout à côté, se trouve l'atelier du tsar avec ses instruments en bois ouvragé, avec notamment un instrument météorologique fabriqué à Dresde en 1714.
La partie la plus surprenante du bâtiment est la cuisine, avec son évier en marbre noir et un fourneau carrelé décoré d'ustensiles. Le palais a été équipé du premier système de plomberie de la ville, l'eau étant amenée directement en cuisine. La salle à manger, de taille assez réduite, ne servait qu'aux réunions familiales, les grands repas se tenant au palais Menchikov.
Plus luxueux sont les appartements de sa deuxième épouse, Catherine, au premier étage, ainsi que la salle du trône.

## Galerie

Diverses vues du Palais d’Été
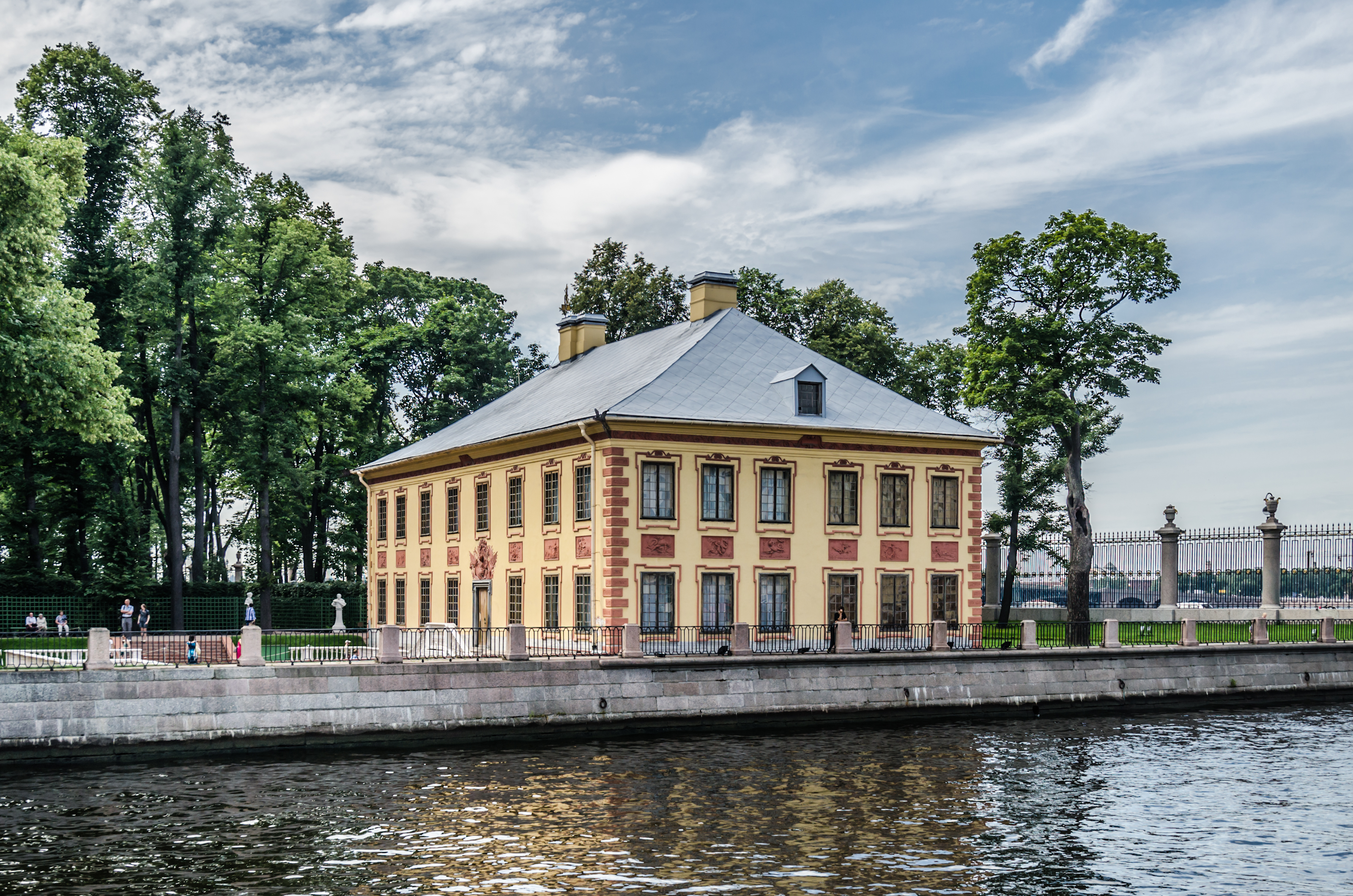
Le côté canal.
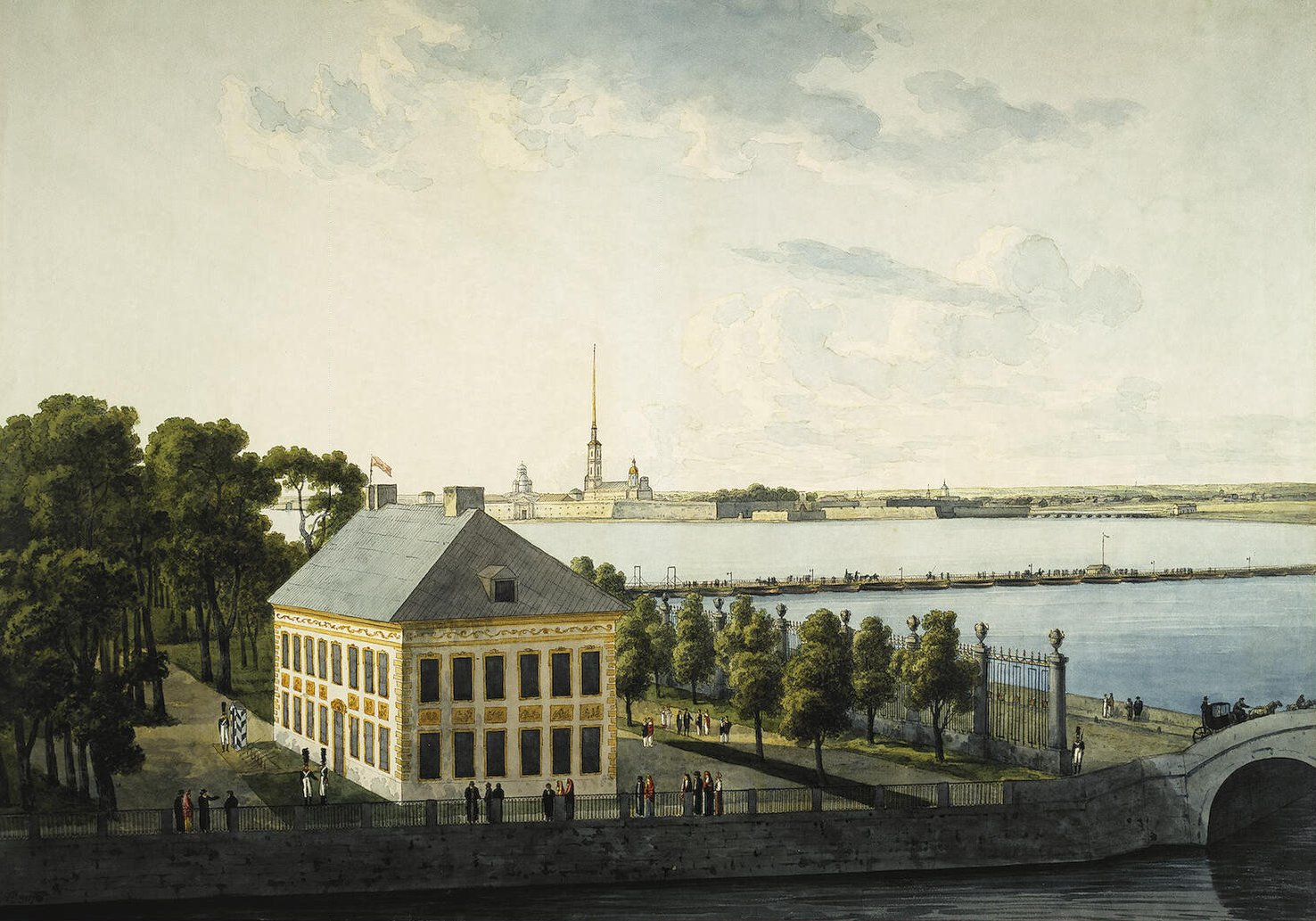
D'après Martynov (1809).
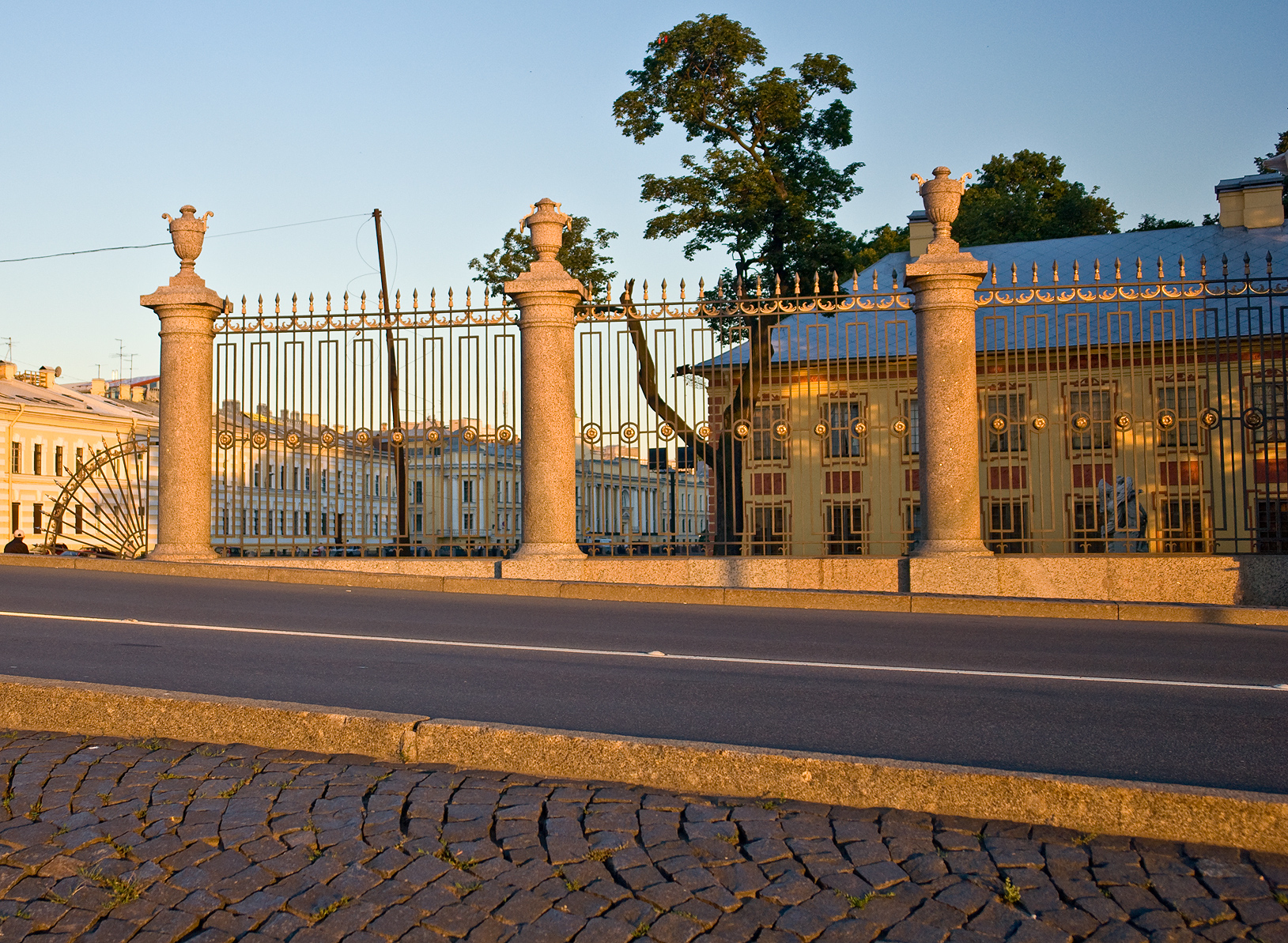
La grille d’entrée par l’arrière.